# Sophia Holt
Sophia Holt (getauft 24. Juni 1658 in Zwolle; begraben 17. September 1734 ebenda) war eine niederländische Malerin.

## Leben

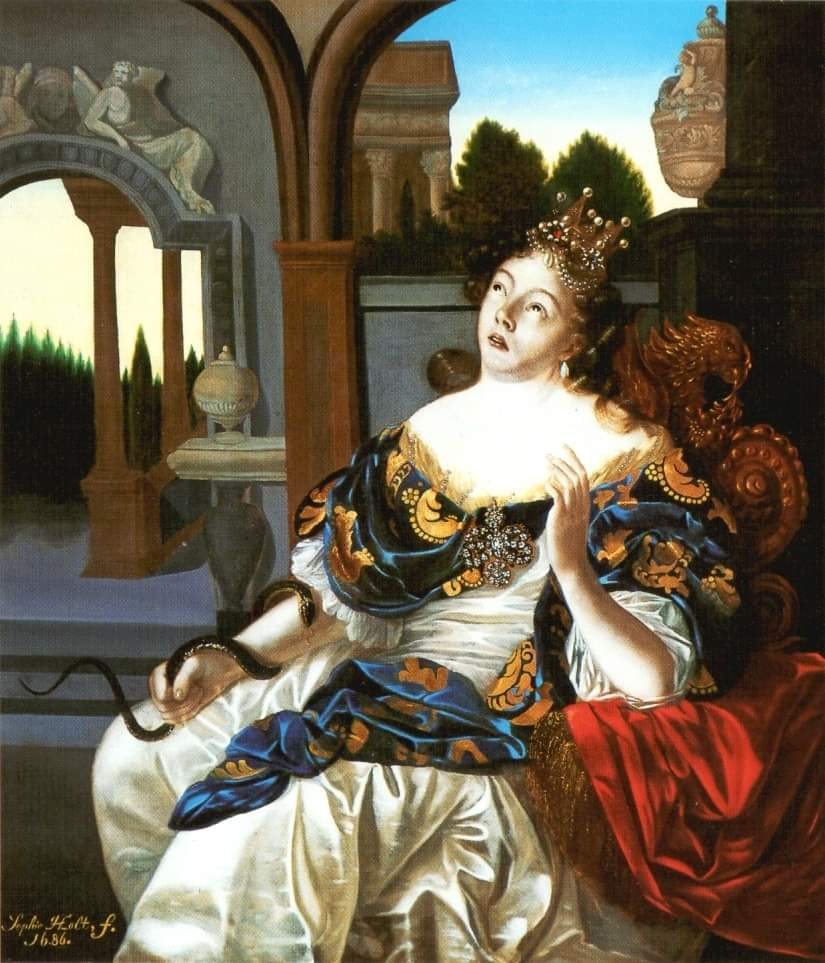
Kleopatras Selbstmord, 1686

Sophia Holt wurde als Tochter des Stadtsekretärs von Zwolle Johan Holt (1609–1682) und Vreda Crans († 1691) am 24. Juni 1658 getauft. Sie war das zehnte von elf Kindern der Familie. Sie heiratete am 22. Dezember 1689 in Zwolle den Prediger Mattheüs Noppen (1648–1733). Diese Ehe blieb kinderlos.
Gemeinsam mit ihren Nichten Aleida Greve, Anna Cornelia Holt und Cornelia van Marle wurde sie vier Jahre vom Dordrechter Maler Wilhelmus Beurs unterrichtet. Er nannte die vier jungen Damen seine „sehr geschätzten und geliebten Schülerinnen, meine Freude und Krone“. Im Jahr 1686 malten alle vier Amateurmalerinnen ein Werk von etwa 115 mal 100 Zentimetern, eine für Amateure bemerkenswert große Größe. Das einzige erhaltene Werk von Sophia Holt, die 1686 bereits 28 Jahre alt war, ist ein Porträt Kleopatras, die sich von einer Natter beißen ließ, um ihrer römischen Gefangenschaft zu entkommen. Es war zu dieser Zeit selten, dass sich eine Frau an ein Geschichtsstück wagte.
Sophia Holt starb ein Jahr nach ihrem Mann und wurde im Alter von 76 Jahren am 17. September 1734 in der Grote Kerk beigesetzt.